# Burggrafenamt

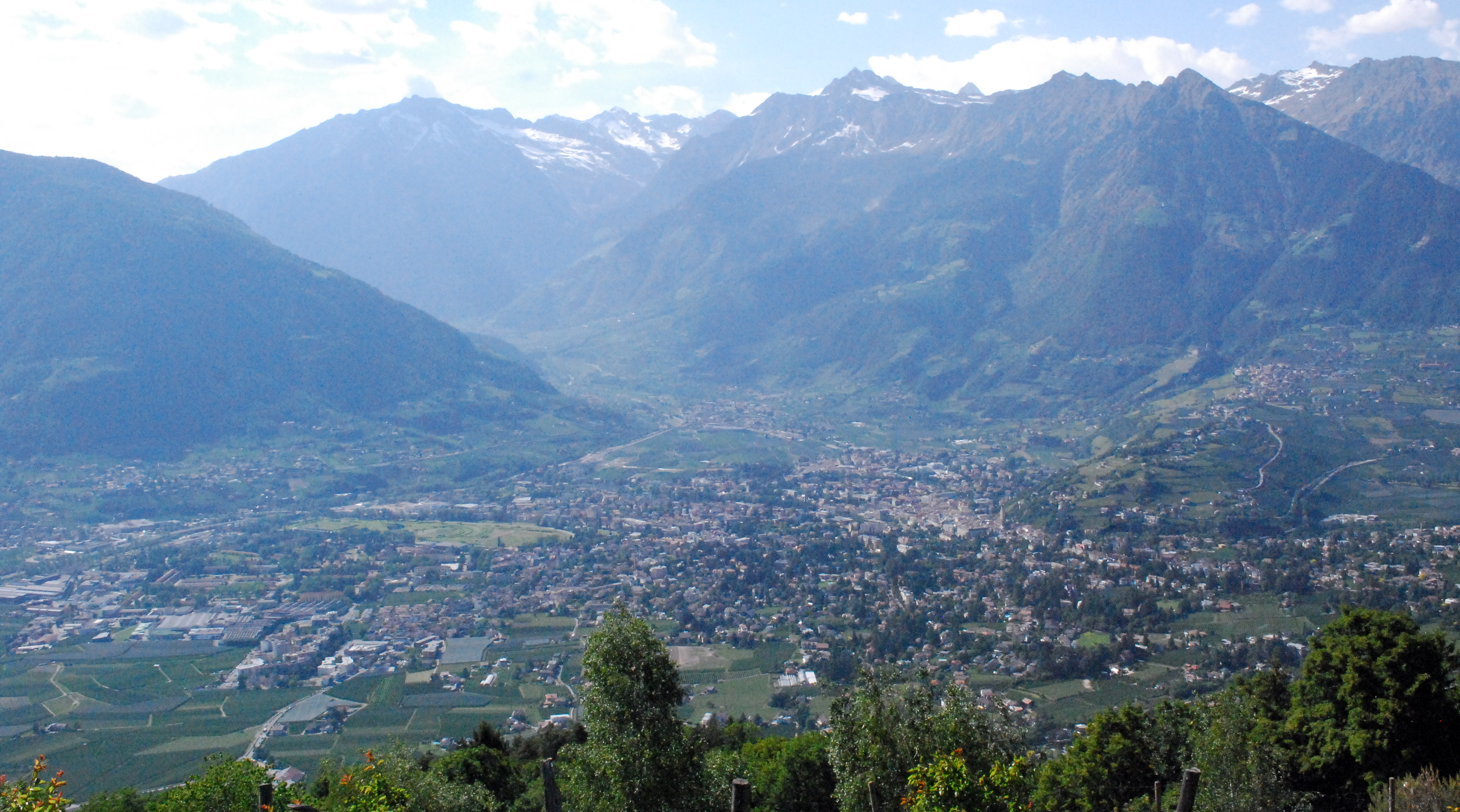
Blick auf Meran, den Hauptort des Burggrafenamts

Als Burggrafenamt (italienisch Burgraviato) werden der Abschnitt des Etschtals um die Stadt Meran sowie einige benachbarte Gebiete in Südtirol bezeichnet. Es war bereits im Mittelalter ein einheitlicher Verwaltungsbezirk und bildete das Kerngebiet der historischen Grafschaft Tirol. Den Namen erhielt es aber nicht aufgrund der hohen Dichte an Burgen, sondern da der Bezirk direkt dem Burggrafen zu Tirol unterstand.
Die Ausdehnung des historischen Burggrafenamts war im Lauf der Zeit Änderungen unterworfen. Der ursprüngliche Kernbereich war östlichster Teil der ehemaligen Grafschaft Vinschgau im Etschtal und erstreckte sich dort vom Aschler Bach bis zur Töll. Steuerpolitisch war es dem Tiroler Burggrafen zum Unterhalt von Burg Tirol unterstellt, gerichtlich dem Landrichter von Meran, und entsprach dem Landgericht Meran im engeren Sinn (Teil des späteren Gerichtsbezirks Meran). Ab dem 14. Jahrhundert erfuhr das Burggrafenamt infolge der tirolischen Landespolitik erhebliche Ausweitungen bzw. innere Differenzierungen durch Gerichtsneubildungen. Dieses Landgericht Meran im größeren Umfang bzw. Viertel Burggrafenamt umfasste laut den Landtagsabschieden des 16. und 17. Jahrhunderts neben Meran auch die Gerichte Passeier, Schenna, Burgstall und Mölten, Gargazon, Forst, Stein unter Lebenberg, Ulten und Tisens. Wirtschaftspolitisch wurde das Burggrafenamt im Spätmittelalter von den österreichischen Herzogen mit dem Stapelrecht privilegiert; demnach mussten im Jahr 1401 durch das „burggraffampt der graffschafft Tyroll“ durchgeführte Waren in Terlan „niedergelegt“, d. h. zum freien Verkauf angeboten werden.
Die moderne Bezirksgemeinschaft Burggrafenamt besteht aus dem historischen Burggrafenamt und einigen angrenzenden Gemeinden.